# Allons (Lot y Garona)
 Allons  es una población y comuna francesa, en la región de Aquitania, departamento de Lot y Garona, en el distrito de Nérac y cantón de Houeillès.

## Demografía
| 304 | 247 | 185 | 152 | 152 | 172 | 174 | 173 |
| Para los censos de 1962 a 1999 la población legal corresponde a la población sin duplicidades (Fuente: INSEE [Consultar]) |     |     |     |     |     |     |     |